# 伊四百型潛艦
伊四〇〇型潛艦，是第二次世界大戰中大日本帝國海軍建造的一級航空潛艦。正式登錄的艦型名稱為伊號第四百型潛水艦，通稱潛特型。

## 概要
伊四〇〇型潛艦可搭載三架「晴嵐攻擊機」，因此实际为「潛水航空母艦」（日语：潜水空母），體型是二戰中所有實際使用的潛艦中最大的，比同時期的美軍貓鯊級潛艦還長了27公尺。為了裝載艦載機，伊四〇〇型噸位龐大满载排水量为6,560噸，甚至超越日本早期建造的輕巡洋艦；具備超長續航力，理論上可以環遊地球一圈半；然而由于排水量的缘故，使得該艦緊急潛航需要花費长达一分鐘才能完成，生存能力不佳，相比來說，同期的德国U型潛艇只需35秒，甚至更短的時間就能完成。在日本軍方的預想中，該級潛艦可讓日軍對全球的任何地方展開攻擊，並且有餘力回航。
為了降低財政負擔，在潛艦的建造过程中建造计划經過縮減。為了填補這部分空缺，日本海軍將部分伊九型潛艦改裝為可搭載兩架晴嵐的縮小版四〇〇型，即為伊十三型潜舰，又稱巡潛甲型改2。
三艘完工的同級战艦就在沒有任何實戰成果時日本便已投降，当时美军尚未知曉该級潜艇存在。在被美軍接收與詳細調查過後，為了避免被蘇聯得知而分別擊沉。

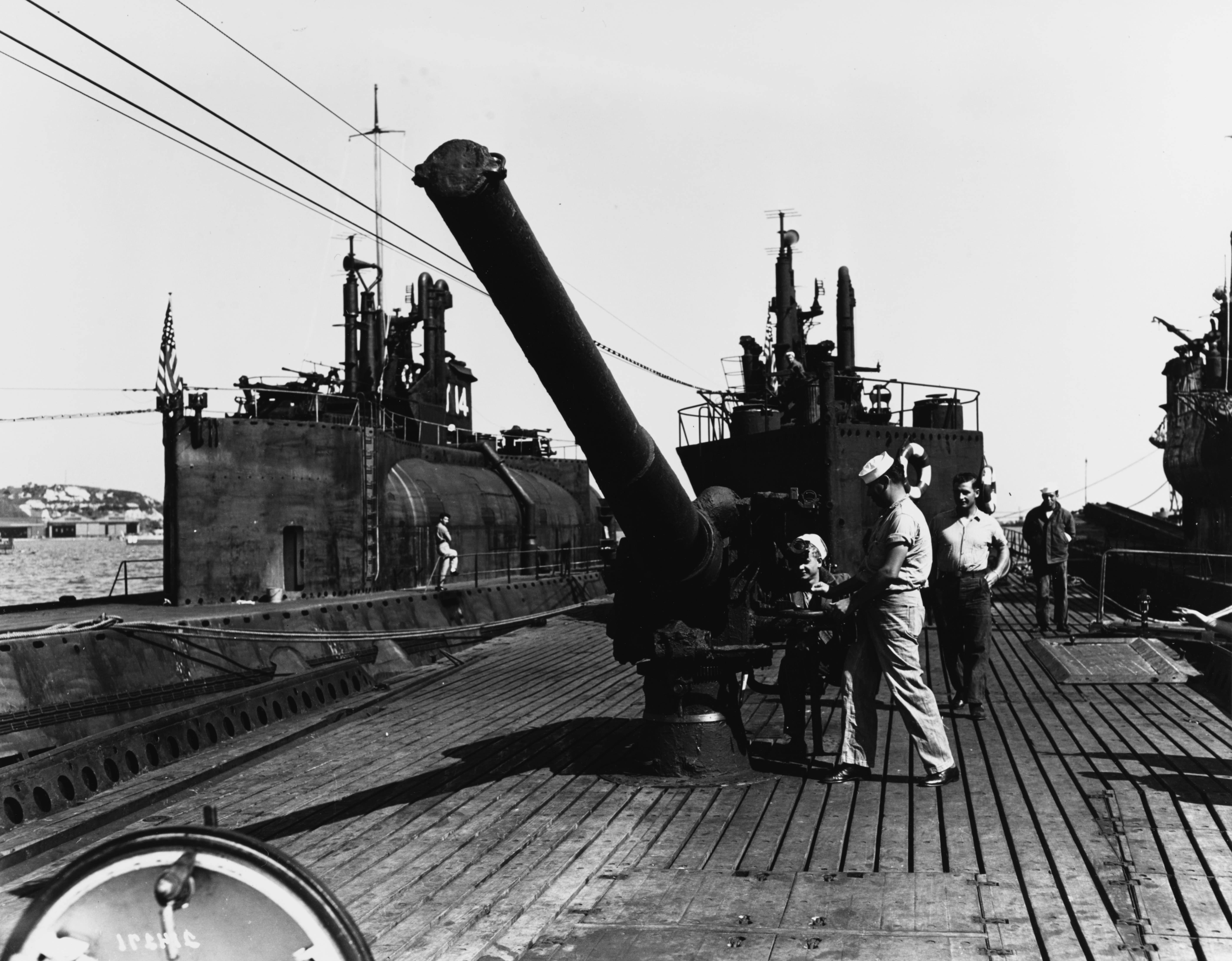
正在被美軍詳細調查的伊四〇〇型潛艦。此為裝備在後甲板的14公分主砲。

## 開發
基於日本海軍力推的九段決戰戰略理論，長程艦隊型潛艦一直都沒有離開過開發名單；美國本土攻擊計畫據信是由聯合艦隊司令-山本五十六提出的構想，伊400型潛艦雖為了迎擊從美國西岸出發的美軍艦隊而設計，但也有能力對美國西岸以外的重要海軍據點，如巴拿馬運河發動攻擊。
日本海軍在伊400級之前，也開發過多款配置飛機的潛艦，例如伊九型潛艦、伊號第十二潛艦、伊一五型潛艦、伊四〇型潛艦與伊五四型潛艦，但只能運載一架零式小型水上偵查機做偵查，攻擊的能力薄弱（但伊一五型的伊25曾以用飛機投擲燃燒彈的方式成功轟炸美國本土的紀錄）。為了伊400級的性能需求，日本海軍在技術上做了許多努力；1942年，第五次軍艦補充計畫改案通過建造18艘伊400級的決策，該艦設計案編號S50。但是前線逐漸敗退，物資匱乏下最後只決定建造5艘，為了彌補數量差距，S50案原本只計畫裝載2架攻擊機，因此增加成裝載3架。不足的數量用建造中的伊十三型潜舰改造補充。
国家地理野生频道曾在美軍對相關資料解密後，就本級艦進行詳細深入的探討，包括潛艦本身對沿海船艦的威脅、艦載機對內陸城市的戰略攻擊能力等等。美國海洋大气局的专家表示，该舰彻底打破了潜艇只能用於对舰的限制，對二战后的潜艇設計者，尤其是核子弹道导弹潜艇的设计有著很大的影响。美军在战后第一次水面潜艇发射脉冲式飞弹实验时，試驗用潜艦的外形就十分類似伊400级。

## 基本構造

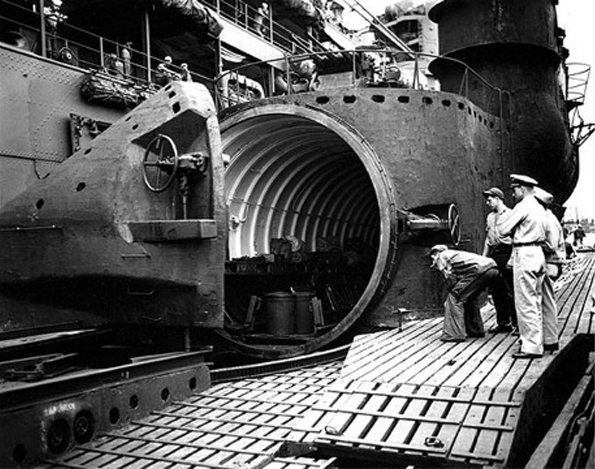
伊四〇〇型潛艦的機庫。

伊400級的壓力殼設計

伊400級的船體特殊，主體採用橫向雙筒的壓力殼設計，這種設計的橫斷面看起來像是眼鏡。這種設計主要是對應上方增加飛機庫需要強化穩定性，此設計在先前的伊五十一級潛艦已有嘗試過，這樣的設計使伊400級艦身寬大，也提供彈藥庫和巨大油櫃較好的安全性。艦尾居住艙跟艦艏一部分恢復為單筒，而艦艏魚雷艙則改為縱向雙筒的設計，上下艙室各裝備4具魚雷發射器，儲備魚雷20枚。為對應長期航行，多數空間都盡可能做為補給品儲放區，包括走道都做了食品架。
為了提供機庫空間，伊400級的指揮塔並非位於艦體中線，而是靠左偏移7英尺（約2.1公尺），機庫也靠右偏移2英尺（約0.6公尺），如此非對稱的設計讓伊400級能在水面上保持平衡，但潛航容易出現不穩定的問題。
伊400級在左右艙室各配兩具艦本式22號10型柴油引擎，可提供1925匹馬力，兩具引擎共同驅動一組軸，四具引擎分別替左右軸提供動力。
伊400級的飛機庫長35公尺，直徑約4公尺，可運載三架晴嵐攻擊機。為了使攻擊機的發動機可以不需暖機迅速出擊，飛機庫內備有三具加油系統，航空用油櫃可用母艦引擎的溫度預熱，讓晴嵐加完油且組裝完後可立刻發動起飛。機庫口設有延伸滑索可將準備完畢的晴嵐迅速牽引至彈射器上。晴嵐的浮筒被另外收納在機庫兩側下方的艙間，並配有延伸至前甲板的滑軌可迅速將浮筒運至已在彈射器上就位的晴嵐上組裝。檢修晴嵐發動機的工作艙室跟儲備晴嵐武器的彈藥庫分別設在機庫下方的雙筒殼體。
伊400級的四式1號10型彈射器以壓縮空氣作為動力來源，最大可彈射5噸重的飛機，長度甚至比大和級、伊勢級用的一式二號要長40公分。前甲板配有起重機，需要時可將返航的晴嵐運回艦上收納。
伊400級龐大的艦身在她服役後打破了1934年法國速科夫號潛艇的最大潛艦紀錄，其驚人的排水量也在常規動力潛艦領域維持冠軍，直到2012年中國人民解放軍海軍032型潛艇服役後才被打破。

## 戰歷
最初的作戰計劃是準備由潛艦發射的「晴嵐」攜帶生物兵器（以鼠疫、炭疽為主的細菌兵器）直接攻擊美國本土，但是被陸軍大將梅津美治郎以過於不人道為理由終止計劃。
雖然之後也有出現利用「晴嵐」攻擊巴拿馬運河等破壞運輸航道的計劃，但是本級一號艦四〇一完工時，日本帝國海軍早已喪失太平洋地區的制海權與制空權，錯失了攻擊同盟國本土的時機，加上戰後的保密緣故，因此此艦也隨之沒沒無聞，不過仍是二戰中日軍最具特色者。

## 同型艦

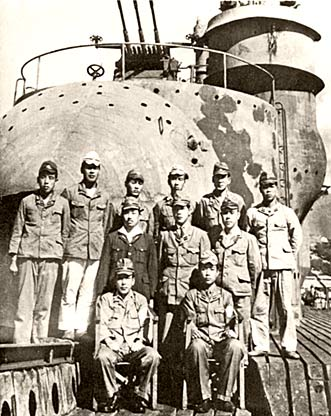
伊號第四百潛艦的士官。

- 伊號第四百潛艦（第5231號艦）

1943年1月18日在吳海軍工廠動工，1944年12月30日竣工，艦籍隸屬聯合艦隊第六艦隊第一潛水隊，完工後主要進行內海訓練任務。
1945年7月23日，與伊401一起自大湊港出發，前往加羅林群島的波納佩島，一同對烏利西環礁展開攻擊。同年8月15日於烏利西南方海面迎接終戰，並回歸日本。
回歸時候受命將艦上搭載的艦載機以及魚雷拋棄。
1945年8月29日於三陸被美軍驅逐艦「藍」號發現並捕獲。
1945年9月15日除籍，同年10月回航佐世保。1946年1月，被美軍帶回美國本土進行技術調查，最後在夏威夷近海做為靶艦擊沉。
2013年8月，夏威夷大學的研究小組在海床發現了四〇〇的部分船身。
- 伊號第四百一潛艦（第5232號艦）

1943年4月26日在佐世保海軍工廠動工，1945年1月8日竣工，艦籍隸屬聯合艦隊第六艦隊第一潛水隊，完工後主要從事內海訓練。
1945年7月23日，與伊400一起自大湊港出發，前往加羅林群島的波納佩島，一同對烏利西環礁展開攻擊。同年8月15日於烏利西南方海面迎接終戰，並回歸日本。
1945年8月29日於三陸被美軍巴勞鱵級潛艦「Segundo」號發現，8月30日，在逃脫過程中因左舷引擎故障而被俘。8月31日清晨，回歸橫須賀港後，第一潛水隊司令有泉龍之介上校被發現在艦內自殺（但無法確認死亡時間是29日還是30日）。
1945年9月15日除籍，同年10月回航佐世保。1946年1月，被美軍帶回美國本土進行技術調查，最後在夏威夷近海做為靶艦擊沉。
2005年3月20日，夏威夷大學的研究小組在海床發現了四〇一的船身。
- 伊號第四百二潛艦（第5233號艦）

1943年10月20日在佐世保海軍工廠動工，1945年7月24日竣工，艦籍隸屬聯合艦隊第六艦隊第一潛水隊。
同年8月11日，完工後不久就因為在吳港遭遇空襲受損而進廠維修，在維修中迎接終戰。同年11月30日除籍。
1946年4月1日，在長崎縣五島列島北方的東海與其他23艘各型潛艦一起，被美軍艦隊做為靶艦擊沉。
由於沉沒地點的紀錄在漫長的時間中佚失，近年來日本政府一直積極與各界合作進行海底調查，想要找出具體的沉沒地點。相關的調查活動曾被製作成電視節目，於探索頻道播出。
2015年8月7日，日本海上保安廳測量船「海洋」號，上月14日利用聲納進行海底探查時，在長崎縣五島列島福江島東南東方約35公里外海，水深約200公尺的海底，發現24艘疑似大日本帝國海軍的潛艦。其中最大的船影長約120公尺、寬約15公尺，專家研判應是潛艦「伊402」。其餘的23艘的長度約50至100公尺。
- 伊號第四百三潛艦（第5234號艦）

在吳海軍工廠動工。1945年3月19日，第一次吳港空襲，建造中的艦體被嚴重損毀，評估後決定放棄建造，剩餘的艦體在戰後被解體。
- 伊號第四百四潛艦（第5235號艦）

1943年11月18日在吳海軍工廠動工、翌年7月7日下水測試。1945年，戰事開始惡化，建造進度已達95%，預定8月底交船的吳海軍工廠被迫停工疏散。
同年7月28日，同盟國發動第三次吳港空襲，吳市淪陷，為了避免潛艦機密落入同盟國手中，四〇四被鑿沉在瀨戶內海。
1951年12月，四百四浮出水面，翌年遭到解體。
- 伊號第四百五潛艦（第5236號艦）

1943年9月27日在川崎重工泉州造船廠動工，後因戰事惡化而終止建造並解體。

## 流行文化
有本級艦艇登場的作品
- 绀碧舰队
- 蒼藍鋼鐵戰艦
- 灰色的樂園
- 艦隊Collection